# Centro de Estudos Cinematográficos (Coimbra)
O Centro de Estudos Cinematográficos (CEC/AAC) é a mais antiga secção cultural da Associação Académica de Coimbra, remontando a sua criação a 1948.
O Centro organiza anualmente o Festival de Cinema "Caminhos do Cinema Português", que já irá este ano para a sua XVII edição.
O CEC tem como propósitos a promoção e divulgação da arte cinematográfica. Para tal organiza, entre outras actividades, ciclos de cinema no Mini-Auditório Salgado Zenha e workshops de temática cinematográfica e videográfica. Além disso possui biblioteca especializada sobre a temática do cinema à disposição dos seus sócios.
O CEC/AAC possui ainda um novo departamento de produção cinematográfica activo, onde se produzem pequenas curtas e documentários.
Pelo Centro já passaram nomes prestigiados do cinema português, como António-Pedro Vasconcelos, João Mário Grilo e Luís Pina.

## História
O Centro de Estudos Cinematográficos da Associação Académica de Coimbra tornou-se independente no ano de 1958 como resultado de uma “orientação geral de alargamento e consolidação das actividades culturais”. Constitui-se, assim, aquela que é hoje a mais antiga secção cultural da Associação Académica de Coimbra. Existem dados que confirmam a existência de um pelouro de cinema junto da Direcção Geral da Associação Académica de Coimbra corria o ano de 1948.
O Centro de Estudos Cinematográficos da Associação Académica de Coimbra iniciou a sua actividade com um Ciclo Universitário de Cinema e teve, ao longo dos anos, como objectivos proporcionar e incentivar uma abordagem dos estudantes ao mundo cinematográfico. Não se quis criar um centro de vasta produção fílmica mas sim uma Escola Cinematográfica onde saber argumentar, planificar, realizar, produzir, constituem as preocupações principais.
A importância do Centro na formação cinematográfica estudantil e a sua consequente repercussão no próprio cinema nacional são, hoje, corroboradas por algumas figuras de relevo na produção fílmica nacional e que foram membros desta secção. De referir, entre outros, António-Pedro Vasconcelos, João Mário Grilo, Alfredo Tropa e Luís de Pina.
Até 1983 realizou seis edições do Festival Internacional do Filme Amador de Coimbra, altura em que foi interrompido por razões financeiras, e por pressões da Federação Portuguesa de Cinema e Audiovisuais, resultado da então difícil conjuntura nacional. Em 1988 realizou-se pela primeira vez a Mostra de Cinema Português, criada a partir do curso de Caminhos do Cinema Português da Faculdade de Letras da Universidade de Coimbra e com o objectivo de ser complementar ao curso.
Esta mostra refundou-se em 1997, passando desde então a ser um Festival. Com a realização da IV Edição dos Caminhos do Cinema Português iniciou-se o percurso até aos dias de hoje. Ao longo das várias edições, foram introduzidas novas actividades para além da secção dos filmes a concurso, como a mostra de filmes europeus – Caminhos do Cinema Europeu – cada ano dedicados a um país diferente; a secção “filmes das escolas”, inicialmente intitulados “Contracorrente”, actualmente “Ensaios Visuais”, em que são exibidos trabalhos de alunos que frequentam escolas voltadas para os audiovisuais; os “Caminhos Juniores”, a Feira do Livro e do Filme Portugueses, entre outras.
O Centro de Estudos Cinematográficos organizou em 2008 a XV edição do Festival. Ao longo da sua já longa história, a discussão e a promoção do cinema sempre estiveram patentes na sua acção, não descurando os ciclos, os colóquios e os debates sobre os mais diversos temas.
O Centro organizou a nível nacional o Concurso Europeu de Argumento para Curtas-Metragens Nisi Masa – Europe I, II e III, que decorreu entre Abril e Junho de 2002, Abril e Setembro de 2003 e Abril e Outubro de 2004 respectivamente.
Para além do festival propriamente dito, o Centro de Estudos Cinematográficos realiza com a colaboração dos sócios vários ciclos de cinema ao longo do ano, virados para as mais diversas temáticas.
Dos contactos desenvolvidos, em grande parte devido ao festival, esteve como entidade convidada na 10ème. Semaine de Cinéma du Monde de Langue Portugaise, que decorreu entre 16 e 23 Outubro de 2007, na Universidade de Nantes (França) como co-responsável pela programação na vertente do cinema português.
É ainda de realçar que a direcção do Centro de Estudos Cinematográficos da Associação Académica é exclusivamente constituída por estudantes da Universidade de Coimbra. Jovens de diferentes áreas de formação, reunidos por um factor comum, o Cinema Nacional, que muitas vezes abdicam dos seus cursos e futuro profissional em prol da projecção do cinema português.
O Centro de Estudos Cinematográficos procura promover a sétima arte tanto na Associação Académica de Coimbra como na cidade de Coimbra. A divulgação e estudo dos clássicos, bem como de autores e filmografias marginais são algumas das actividades a que se dedica.
Além de Cineclube Universitário, o Centro de Estudos Cinematográficos tem ainda uma componente técnica, que visa fazer a cobertura em formato digital de alguns dos eventos mais importantes da Associação e da vida universitária em geral. Registando estes momentos para a posteridade ficando desta maneira registados para a história futura da Academia, da Universidade e da cidade de Coimbra.
A criação do Cineclube Universitário mostrou-se de extrema importância para o desenvolvimento do movimento cineclubista nacional uma vez que somos dos primeiros Cineclubes em Portugal e que até nos períodos mais conturbados da história nacional continuamos a nossa actividade ininterruptamente.
Aliado a este desenvolvimento está sem dúvida o movimento de luta estudantil contra o Estado Novo, que para além das formas de intervenção a que nos habituou, serviu-se também desta estrutura para tentar alcançar as suas reivindicações.
Já na década de 90, o Centro de Estudos Cinematográficos como parte integrante da Associação
Académica de Coimbra, fez a cobertura documental de vários protestos estudantis decorrentes da luta contra as propinas.
Uma década volvida, o Centro de Estudos Cinematográficos alargou a sua actividade documental, passando também a registar eventos tais como a Queima das Fitas e a Festa das Latas, para além de, como é óbvio, o nosso Festival. Nesta perspectiva passamos também a efectuar trabalhos de montagem, edição, a pedido de várias entidades, alunos universitários e sócios da nossa secção, entre outros.
Todo o desenvolvimento do Centro de Estudos Cinematográficos da Associação Académica de Coimbra só foi possível através do afinco de todos os que por aqui passaram ao longo dos anos e que por vezes num esforço sobre humano tudo fizeram para levar a cabo os objectivos deste Cineclube Universitário divulgando e promovendo a 7ª Arte.